# Sonora (Kentucky)
Pour les articles homonymes, voir Sonora (homonymie).
Sonora est une ville américaine située dans le comté de Hardin, dans le Kentucky. Selon le recensement de 2020, sa population est de 565 habitants.